# Abel (Popławski)
Abel (světským jménem: Andrzej Popławski; * 8. dubna 1958, Narew) je polský pravoslavný duchovní Polské pravoslavné církve a arcibiskup lublinsko-chełmský.

## Život
Narodil se 8. dubna 1958 ve vesnici Narew v Podleském vojvodství.
Po základní škole nastoupil na Varšavský pravoslavný duchovní seminář. Po absolvování prvního ročníku odešel spolu Mirosławem (Chodakowskim) (budoucí arcibiskup) do monastýru svatého Onufria v Jabłeczné a stal se zde poslušníkem. Po absolvování semináře se na popud Bazyliho stal psalomščikem v chrámu svatého apoštola Jakuba v Łosince. Roku 1977 odešel na vlastní žádost z této funkce a vstoupil na Vyšší pravoslavný duchovní seminář v Jabłeczné.
Roku 1980 dokončil vyšší seminář s je také absolventem Křesťanské teologické akademie ve Varšavě. Roku 1977 byl v monastýru svatého Onufria postřižen na monacha se jménem Abel. Dne 15. února 1979 byl metropolitou varšavský a celého Polska Bazylim rukopoložen na hierodiakona a 30. listopadu 1980 biskupem lublinským Szymonem (Romańczukem) na jeromonacha
V letech 1981-1983 sloužil ve vesnici Komańcza a také ve vesnicích Polany a Zyndranowa, kde byl z jeho iniciativy postaven nový chrám. V letech 1983-1984 spoluorganizoval farnost v Přemyšlu. Roku 1984 se stal knězem v Mnichově. Spravoval také chrámy v Stuttgartě, Ingolstadtu, Augsburgu, Řeznu, Landshutu a Ludwigsburgu.
Roku 1987 se stal představeným monastýru svatého Onufria v Jabłeczné. Dne 7. ledna 1989 byl povýšen na archimandritu. Jako představený pokračoval v rekonstrukci budov monastýru, které započali jeho předchůdci Sawa (Hrycuniak) a Nikon (Potapczuk).
V březnu 1989 byl Svatým synodem Polské pravoslavné církve zvolen biskupem nově vytvořené lublinsko-chełmské eparchie. Dne 25. března proběhla jeho biskupská chirotonie. Světiteli byli metropolita varšavský a celého Polska Bazyli, arcibiskup bělostocko-gdaňský Sawa (Hrycuniak), biskup lodžsko-poznaňský Szymon (Romańczuk), biskup přemyšlsko-novosadecký Adam (Dubec) a biskup vratislavsko-štětínský Jeremiasz (Anchimiuk).
Roku 2001 byl povýšen na arcibiskupa.
Ve své funkci zdvojnásobil počet chrámu eparchie a založil dva nové monastýry: ženský monastýr Pokrova přesvaté Bohorodice (Turkowice) a mužský Monastýr svatého Serafima Sarovského (Kostomłoty).
Zastupoval Polskou pravoslavnou církve při oficiálních návštěvách a konferencích v zahraničí: kanonizace metropolity Petra Movily (2002), VIII. mezinárodní ruská rada (2004), intronizace srbského patriarchy Irineje (2010).
Je zastáncem ekumenického dialogu.
Roku 2016 byl členem delegace Polské pravoslavné církve na Všepravoslavném koncilu.

## Řády a vyznamenání

### Státní vyznamenání
- Polsko Zlatý kříž za zásluhy (2003)
- Polsko Medaile za zásluhy o kulturu Gloria Artis (duben 2007)

### Církevní vyznamenání
- 1999 – Řád svaté apoštolům rovné Marie Magdaleny I. třídy
- 2017 – Řád svatého Gorazda II. (Pravoslavná církev v českých zemích a na Slovensku)